# الخضراء (سباح)

تعديل مصدري - تعديل

الخضراء هي إحدى قرى عزلة سباح بمديرية سباح التابعة لمحافظة أبين، بلغ تعداد سكانها 306 نسمة حسب تعداد اليمن لعام 2004.